# Хантер, Ян Маклеллан
Ян Маклеллан Хантер (англ. Ian McLellan Hunter, 8 августа 1915, Лондон — 5 марта 1991, Нью-Йорк, Нью-Йорк) — британский и голливудский киносценарист.
В истории киноискусства его имя часто упоминается в связи с событиями 26-й церемонии «Оскар» в 1954 году. Сценарий к фильму «Римские каникулы» получил статуэтку за лучший литературный первоисточник. Так как автор сценария Далтон Трамбо был включён в «чёрный список Голливуда», его имя нигде не называлось, и вместо него «фронтлайнером» выступил Хантер, которому и вручили награду.  Хантер передал весь гонорар за картину Далтону. Официальные изменения в историю наград были внесены только в 1993 году, уже после смерти и Трамбо, и Хантера. Вдова сценариста Клео Трамбо получила «Оскар» от его имени.
Хантер сам позднее был включён в чёрный список и выехал в Великобританию. При участии в телесериале «Приключения Робин Гуда» (1955—1959) британской телекомпании ITV его имя заменялось псевдонимами, чтобы не вызвать проблем с прокатом сериала в США.
Является автором и собственных сценариев, в том числе к фильму «Выдающаяся женщина» («A Woman of Distinction», 1950) и не слишком удачного в прокате мюзикла «Фокси» («Foxy», 1964). Во второй половине карьеры в основном работал на телевидении.

## Награды
- 1969 — премия «Эдгар» за эпизод «Странная история доктора Джекила и мистера Хайда» в телесериале компании ABC